# Дивьядешам
Ди́вьяде́шам (divyadesam) — святые места и храмы в вайшнавской традиции индуизма, воспетые святыми подвижниками альварами. Имеют особое значение для последователей шри-вайшнавизма. Всего насчитывается 108 дивья-дешам, причём два из них находятся в духовном мире — Парама-падам (Вайкунтха) и Тирупаркадал (молочный океан, исполненный блаженства). Из остальных 106, 105 расположены в Индии и 1 в Непале (Муктинатх).
Последователи вайшнавизма, в особенности в Южной Индии, надеются за свою жизнь совершить паломничество в 106 дивья-дешам и достичь 2 духовных дивья-дешам после смерти. В каждом из 108 дивья-дешам, мурти Вишну находится в одном из трёх положений (тируколам):
- Киданта-тируколам (в спящем положении) — 27 дивья-дешам
- Витрирунда-тируколам (в сидячем положении) — 21 дивья-дешам
- Ниндра-тируколам (стоя) — 60 дивья-дешам

В 108 дивья-дешам, Вишну стоит лицом к разным сторонам света, давая свои благословения.
- К востоку — 79 дивья-дешам
- К западу — 19 дивья-дешам
- К северу — 3 дивья-дешам
- К югу — 7 дивья-дешам

Из числа мест дивьядешам храмы, посвященные Вишну в форме Ранганатхи, объединяют в группу Панчаранга-кшетра.

## Список дивья-дешам
В этой таблице даётся список 108 дивья-дешам:
| Север Тамил-Наду | Чера | Мадурай | Канчипурам | Ченнай |
| --- | --- | --- | --- | --- |
| 1. Тирувенгадам 2. Аховалам 3. Муктинатх (Непал) 4. Наймишаранья 5. Матхура 6. Гокула 7. Дева-праякай/Девапраяг 8. Тирупирити 9. Храм Бадринатха 10. Айодхья 11. Дварака | 12. Тируванантапурам 13. Тиру-каткарай 14. Мулик-калам 15. Тирувалла 16. Тирукадитанам 17. Сенгунрур 18. Тирупулиюр 19. Тируваранвилай 20. Тиру-ванвандур 21. Тиру-навай 22. Витувакоду | 23. Тирумеям 24. Тирукотиюр 25. Храм Кудал Алагар 26. Алагар Ковил 27. Тирумогур 28. Шривилипутур 29. Тирутангал 30. Тирупулани        | 31. Тирукачи 32. Аштабхуджакарам 33. Тирувека 34. Тирутанка 35. Тирувелукай 36. Тирукалванур 37. Тиру-уракам 38. Тиру-нирагам 39. Тиру-карагам 40. Тирукарванам 41. Тиру-парамечура-винагарам 42. Тиру-павала-ванам 43. Тиру-падагам 44. Тиру-нилатингал-тундам 45. Тирупуткули | 46. Тируваликени 47. Тирунирмалай 48. Тирувидандай 49. Тирукадалмалай 50. Тирунинравур 51. Тируэвул 52. Тируккадигай |
| Маяварам и Сиркали | Танджавур | Тричи | Тирунелвели | Каньякумари |
| 53. Тирувалунтур /Тералундур 54. Тируиндалур 55. Калисирама-винагарам 56. Тирукавалампади 57. Тиручсемпон-сей 58. Тируаримея-винагарам 59. Тиру-ванпурушоттамам 60. Тирувайкунда-винагарам 61. Тируманимадам 62. Тирутеванартогай 63. Тирутетриямбалам 64. Тируманикудам 65. Тирувелакулам 66. Тирупартан-пали 67. Талай-санга-нанматиям 68. Тиручсирупулиюр 69. Тиру-вали-тирунагари | 70. Тиручитра-кутам 71. Тируканангуди 72. Тирунагай 73. Тиру-танджай 74. Тирукойлур 75. Тирукудалур 76. Тиру-кавит-талам 77. Тиру-адханур 78. Тирупулам-бутангуди 79. Тирукудандай 80. Тиручерай 81. Тиру-нандипуравинагарам 82. Тиру-нараюр 83. Тирувинагар 84. Тирувелиянгуди 85. Тируканамангай 86. Тируканапурам | 87. Шрирангам 88. Тируколи 89. Тирукарамбанур 90. Тирувеларай 91. Тиру-анбил 92. Тируппер-нагар 93. Тирукандиюр 94. Тиру-вайндирапурам | 95. Тируварамангай 96. Тирукурунгуди 97. Шривайкундам 98. Тируварагунамангай 99. Тирупулингуди 100. Тирукуругур 101. Тирутулайвилимангалам 102. Тируколур 103. Тирукуландай 104. Тентируперай                                                                                   | 105. Теруваттару 106. Тируванпарисарам                                                                               |
| Винулагам | | | | |
| 107. Тирупаркадал 108. Тирупарамападам | | | | |